# Manuel Medina (boxer)
Juan Manuel Rubio Medina (n. 30 martie 1971 în Tecuala, Nayarit, Mexic) este un boxer profesionist mexican, fost campion mondial WBC.